# At (Unix)
Pour les articles homonymes, voir AT.
at est une commande Unix qui permet de programmer des commandes à n'exécuter qu'une fois — par opposition à cron — à un moment donné. La commande enregistrée hérite de l'environnement courant utilisé au moment de sa définition. 

## Exemple
```
echo "tar rvf toto.tar toto" | at 0545
```

Cette commande ajoute le fichier toto à l'archive toto.tar à 5 h 45.

## Autre exemples
at -l  : affiche la liste des jobs introduits par la commande « at ».
at -r ou atrm « numéro de job » : efface le job identifié par son numéro de job.
at : sans paramètre, la commande « at » renvoie la ligne « Garbled time ».